# Labège
Labège település Franciaországban, Haute-Garonne megyében. Lakosainak száma 4316 fő (2022. január 1.). Labège Toulouse, Auzeville-Tolosane, Castanet-Tolosan, Escalquens, Ramonville-Saint-Agne és Saint-Orens-de-Gameville községekkel határos.

## Népesség
A település népességének változása:
| Lakosok száma | 683  | 1628 | 2148 | 3461 | 4260 | 4277 | 4044 | 4008 | 4122 | 4316 |
|               | 1968 | 1982 | 1990 | 2006 | 2013 | 2015 | 2017 | 2019 | 2020 | 2022 |

## Műemlékek

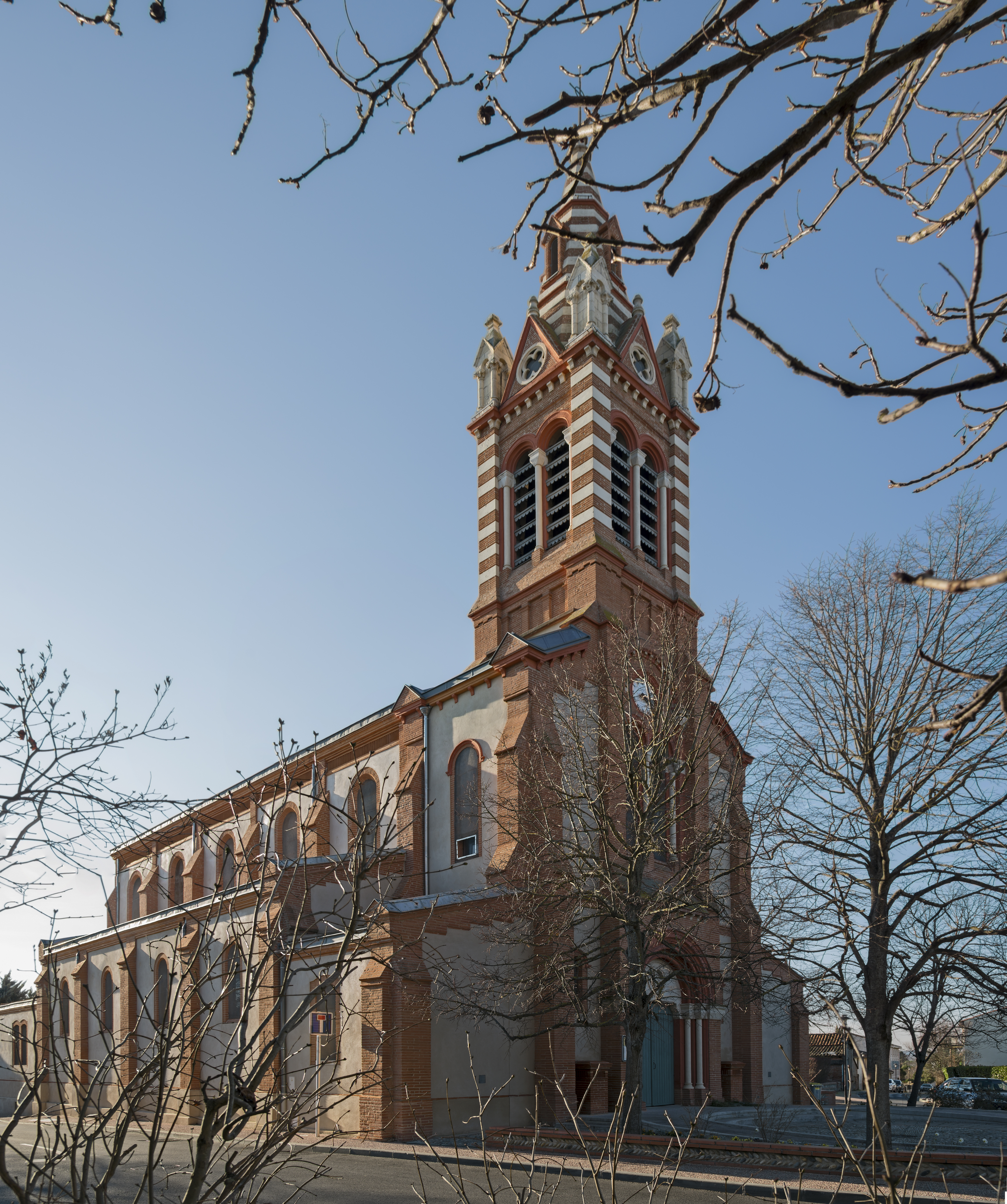
Szent Bertalan templom
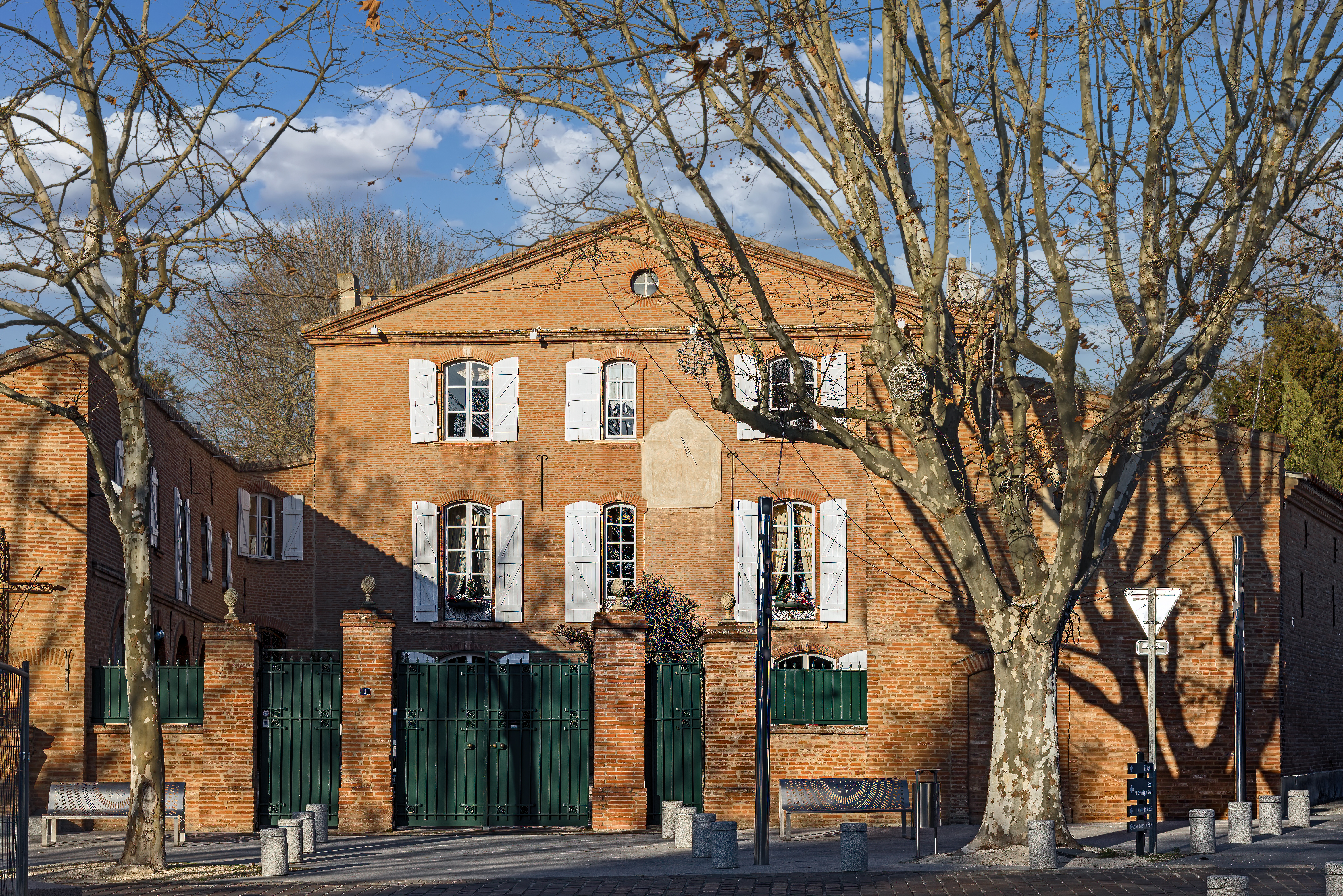
Vidéki kastély.
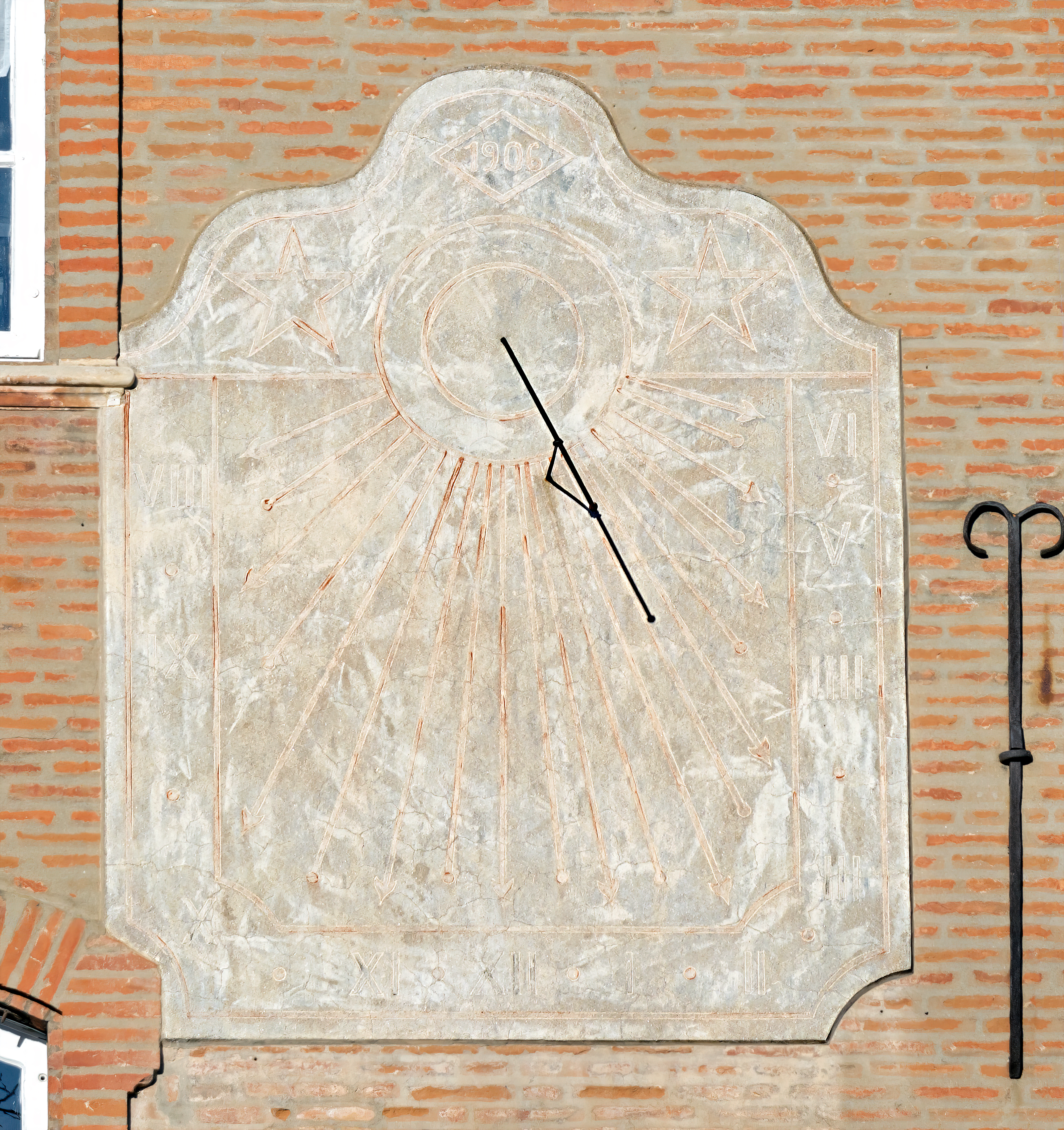
Napóra 1906
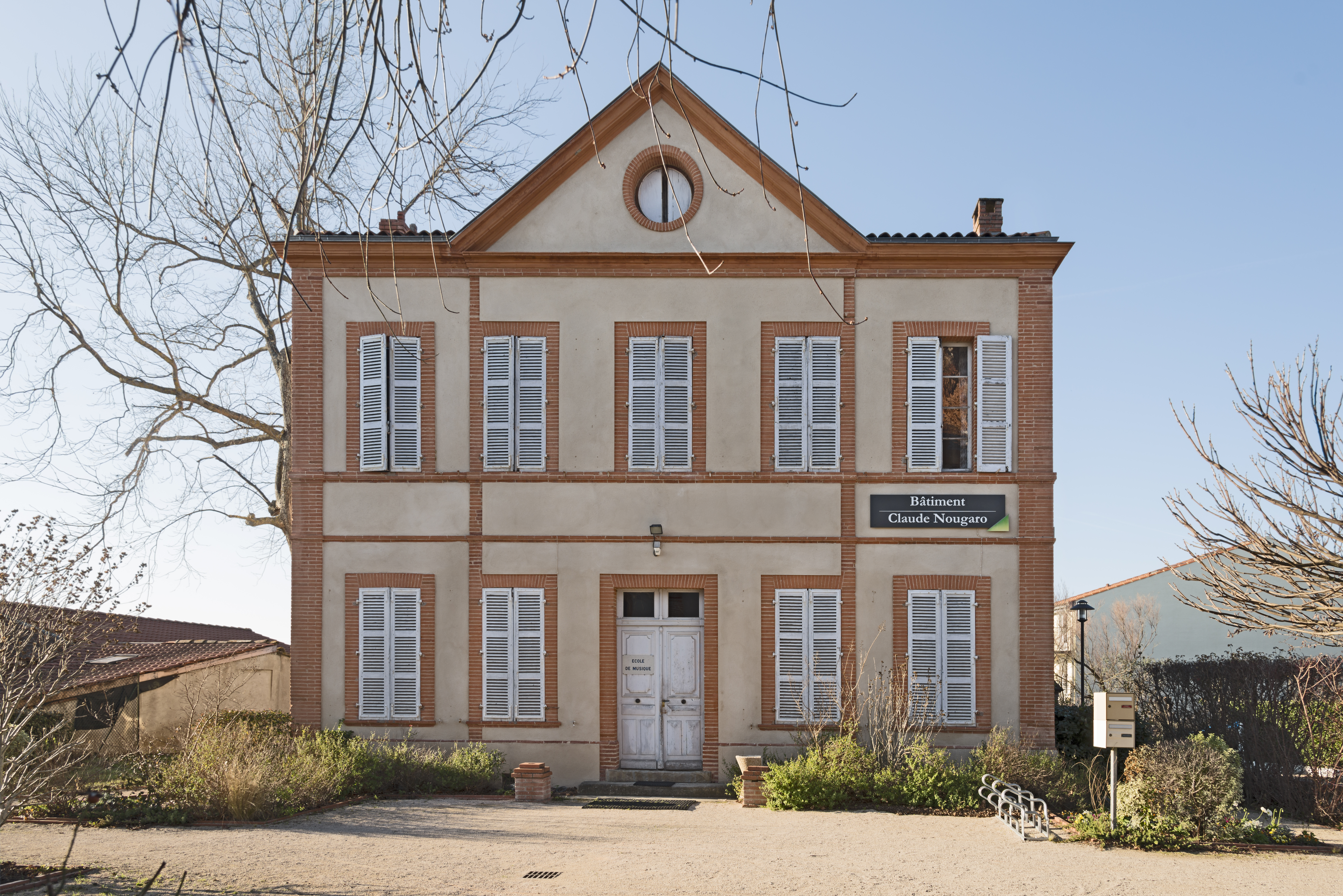
Zeneiskola Claude Nougaro
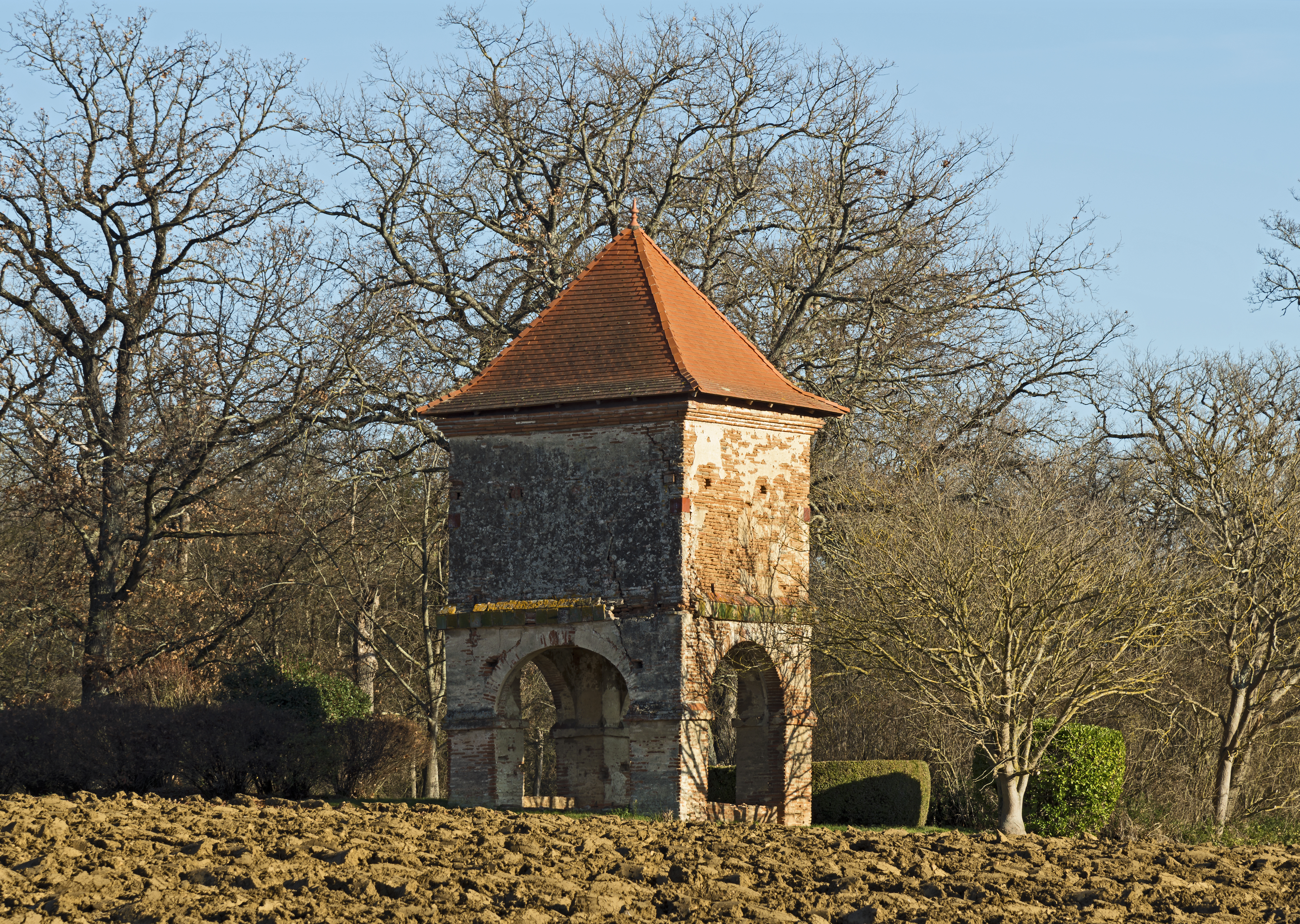
Galambdúc a Bouysset.
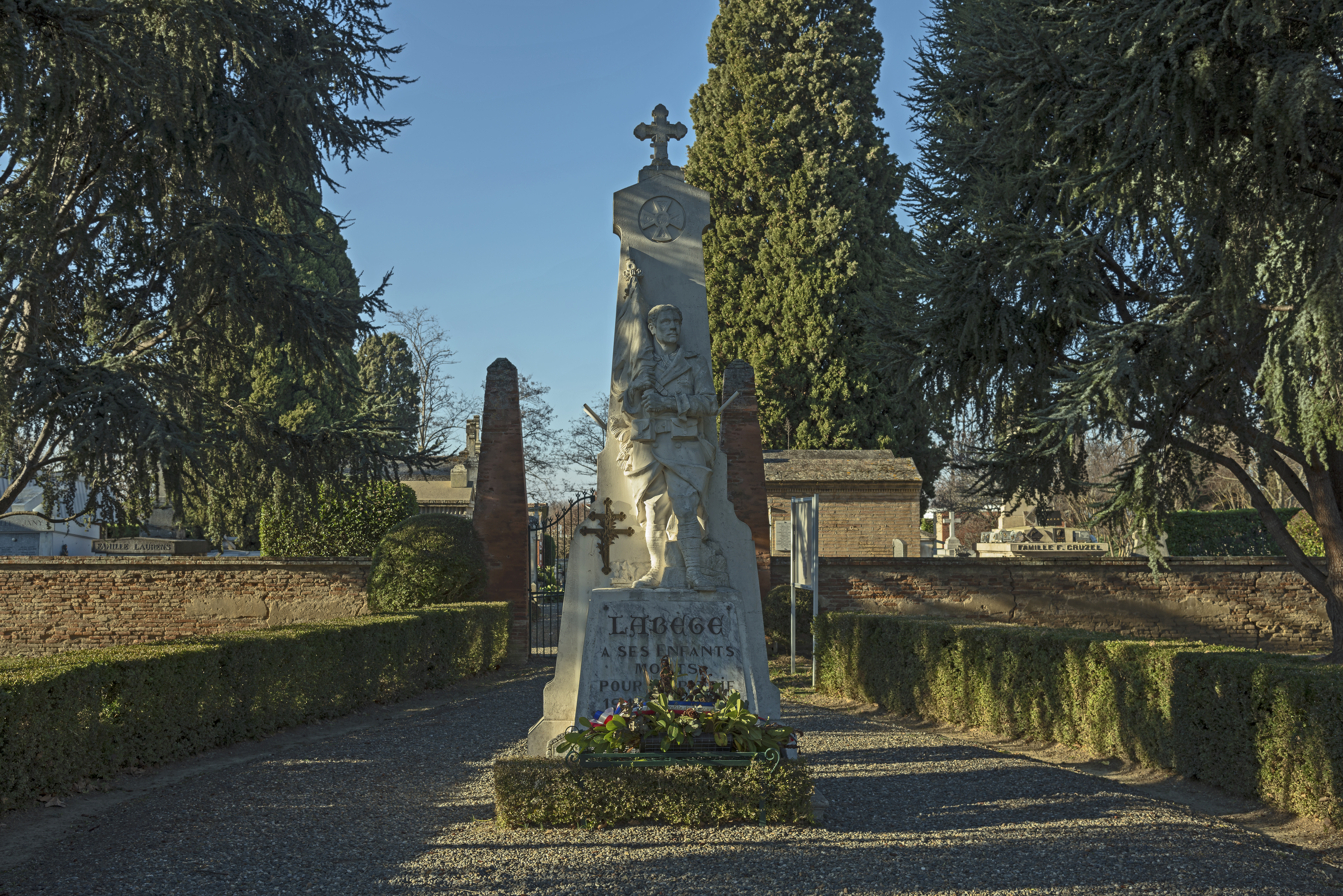
Emlékmű.